# Erinnyis crameri
Erinnyis crameri (Schaus, 1898) è un lepidottero appartenente alla famiglia Sphingidae, diffuso in America Settentrionale, Centrale e Meridionale.

## Descrizione

### Adulto
A prima vista risulta molto simile a E. oenotrus, rispetto alla quale si discosta per le tegulae marcatamente chiare che mettono in risalto la banda dorsale, molto scura o nera; un'altra differenza rispetto ad E. oenotrus riguarda l'assenza di punti neri nella zona ventrale dell'addome. Inoltre, il margine posteriore dell'ala anteriore si mostra marroncino pallido, e non scuro come in E. oenotrus; un'altra macroscopica differenza tra le due specie riguarda il termen dell'ala posteriore, che in E. crameri mostra una fascia marrone scura interrotta da una serie di macchiette più chiare a forma di diamante, assenti in E. oenotrus. Un'ultima caratteristica peculiare della specie interessa il termen dell'ala anteriore, che si rivela nettamente dentellato. La parte basale dell'ala posteriore è di un rosso-arancione alquanto acceso.
È presente un'area pallida triangolare in prossimità del vertice dell'ala anteriore.

Le antenne, filiformi ed uncinate alle estremità, sono lunghe poco più della metà della costa.

Il genitale maschile è anch'esso similare a quello di E. oenotrus, ma con uno gnathos leggermente meno adunco. Il margine dentellato dell'edeago è meno pronunciato dal lato destro, a livello prossimale.

I sessi sono simili, con la femmina leggermente più chiara e più grande, avendo un'apertura alare di 85–98 mm, contro i 79–85 mm del maschio.

Erinnyis crameri ♂
Erinnyis crameri ♂  △
Erinnyis crameri ♀
Erinnyis crameri ♀  △

### Larva
Il bruco immaturo è verde-acqua, mentre la forma più matura è cilindrica, screziata di grigio-azzurro, e con macchie verde scuro e nerastre. Il capo ed i primi due segmenti toracici assumono nell'insieme una forma pseudoconica, con una vistosa macchia nera tripartita dorsale, attorniata da due macchie rosso-mattone. Le pseudozampe sono nerastre.

### Pupa
Le crisalidi sono anoiche, lucide e quasi nere, con un cremaster non molto sviluppato; si rinvengono entro bozzoli posti a scarsa profondità nella lettiera del sottobosco. La fase pupale dura almeno quattordici giorni.

Localizzazione geografica della Florida, citata da Schaus come locus typicus della specie

## Distribuzione e habitat
L'areale di questa specie è quasi esclusivamente neotropicale, comprendendo l'Argentina (Corrientes, Formosa, La Rioja, Misiones), il Belize (Cayo), la Bolivia (Santa Cruz), il Brasile (Amazonas, Bahia, Maranhão, Minas Gerais, Pará, Paraná, Piauí, Rio Grande do Sul, San Paolo, Santa Catarina, Tocantins), la Colombia (Meta), la Costa Rica, l'Ecuador, la Giamaica, la Guadalupa, il Guatemala, la Guiana Francese (Saül), la Guyana, Haiti, la Martinica, il Messico, il Paraguay, il Perù, la Repubblica Dominicana, Saint Lucia, gli Stati Uniti meridionali (Arizona, California, Florida: locus typicus, Texas), il Suriname, l'Uruguay?, ed il Venezuela (Aragua, Barinas)
L'habitat è rappresentato da foreste tropicali e sub-tropicali.

## Biologia

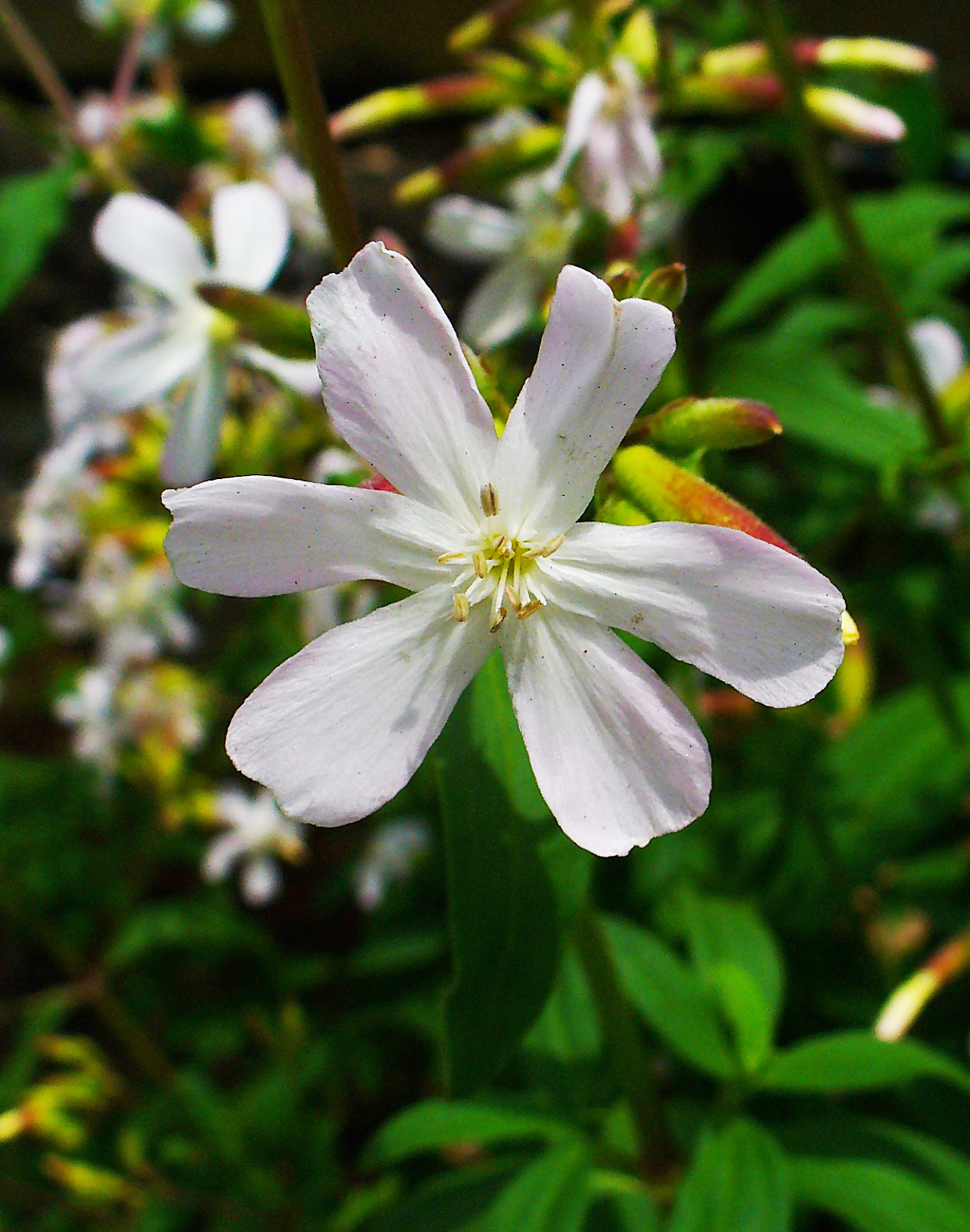
Fiore di Saponaria officinalis

Durante l'accoppiamento, le femmine richiamano i maschi grazie ad un feromone rilasciato da una ghiandola, posta all'estremità addominale.

### Periodo di volo
Gli adulti sono rinvenibili tutto l'anno nella fascia tropicale e nella Florida meridionale.

### Alimentazione
Gli adulti suggono il nettare di fiori di Caryophyllaceae come Saponaria officinalis L.
I bruchi parassitano le foglie di membri delle Apocynaceae, tra cui:
- Rauvolfia ligustrina Willd. ex Roem. & Schult
- Rauvolfia tetraphylla L.
- Stemmadenia obovata (Hook. & Arn.) K.Schum
- Tabernaemontana citrifolia L.

### Parassitismo
I bruchi sono soggetti a parassitismo da parte del dittero Drino piceiventris (fam. Tachinidae) e dell'imenottero Microplitis figueresi (fam. Braconidae).

## Tassonomia

### Sottospecie
Al momento non sono riconosciute sottospecie.

### Sinonimi
È stato riportato un solo sinonimo:
- Dilophonota crameri Schaus, 1898 - Ent. News. 9 (6) : 136 - Locus typicus: America Tropicale, Florida (sinonimo omotipico e basionimo)[1]

Schaus non indicò alcuna serie sintipica, stabilendo semplicemente che E. crameri era reperibile in "America Tropicale" (Stati Uniti d'America), ed anche nella Florida meridionale. Al National Museum of Natural History di Washington è presente un esemplare maschio, etichettato "type" (tipo), proveniente da Coatepec, Messico.